# 南方開発金庫
南方開発金庫（なんぽうかいはつきんこ）とは、太平洋戦争において、日本政府により南方占領地の開発資金の供給および占領地の金融調整を目的に設立され、現実には敵産管理や中央銀行・市中銀行の役割を兼ねた金庫である。南発と略される。1943年4月1日から独自の通貨である南発券を発行していたが、それは終戦直後インドネシア独立戦争でも両軍へ大量に供給された。

## アクロバット金庫
日本軍は1941年12月25日香港を占領した。翌年1月にクアラルンプール、シンガポール、3月ジャワ島を占領した（蘭印作戦）。マンダレーとマニラも占領した。南方軍は現地通貨と軍票を円と交換させなかった。この措置は、現地で必要な資源開発資金や物資買付金を日本から持ち出せなくした。この不都合を解決するためには、臨軍費にもとづく現地の軍票資金を貸し出す他なかった。しかし本来、軍票は軍事支払の手段であったし、国庫会計として軍経理部が行うことはできなかった。そこで政府は、臨軍費から軍票資金を借り入れてそれを融資する南方開発金庫の設立を計画した。
南発の設立準備は開戦直後から着手された。1942年1月6日、政府は南方開発金庫法案要綱を閣議決定した。さらに同月23日、第79議会に南方開発金庫法案を提出した。法案の骨子は次のとおり。①南発は南方地域における資源の開発および利用に必要な資金を供給し、あわせて通貨と金融の調整をはかる。②南発を東京におき、政府の認可をうけて必要なる地に支金庫・出張所をおく。③出資金は1億円全額を政府が支出するが、日本国債で充当可能とし、第一回の払い込みは資本金の一割以上とする。④職員は公務員とみなす。⑤南発は地金銀の売買をふくむ市中銀行業務ができる。⑥政府の認可をうけて、目的外の業務および借入れができる。⑦払込資本金の十倍まで南発は債券を発行できる。⑧政府は南発が投融資によって受けた損失を補償する契約をなすことができる。⑨臨軍費特別会計は南発に対して貸付をなすことができる。
南発法案は従来の植民地金融機関の例を逸脱するものであった。それで発券業務をやる気なのかという懸念も議会内外で言われたが、法案は無修正で両院を通過して1942年2月19日に公布された（南方開発金庫法）。3月25日、政府は第一回出資金として三分半利付国債1032万円を交付し、南発は30日に設立された。総裁には満鉄副総裁の佐々木謙一郎が任命された。副総裁は日銀理事の武井理三郎であった。理事は次のような面々であった。大内球三郎（陸軍主計中将）、本田増蔵（海軍主計中将）、安藤明道（大蔵省大阪造幣局長）、太宰正伍（横浜正金銀行調査部長）、但木二王（ただき・ふたみ、台湾銀行為替部長）、立花定（日本曹達重役）、以上6名。監事は太田嘉太郎（日鐵常任監査役）と裏松友光（貴族院議員）が就任した。事務所は東京アメリカンクラブにおかれた。1943年1月下旬、南発は急に発券業務を認可された。政府貸上も義務づけられた。

## 晩期の融資業務
大衆貯蓄は南発の「赤字債券」に投下され、赤字は南発券でごまかしきれずインフレとして顕現した。
南発は大蔵省預金部資金と農林中央金庫に債券を引受けてもらい、大蔵省預金部資金・地銀・生保から長期で借り入れ、そのほか短期借入や日銀借入にも頼り、1944年3月期で2.63億円、1945年3月期で4.54億円を調達した。その資金を軍のあっせんで日本企業へ貸し出した。1945年5月末（外務省記録E173）の陸軍関係融資先として金額のトップは南方運航会社であった（1668万円）。南方運航は1942年1月設立の、シンガポールを拠点とする占領地のみを事業地とする軍政下の海運事業者である。同社の事業は、日本郵船・大阪商船・南洋海運の三社で実務を担当していた。その次は日本軽金属である（1524.6万円）。第三位は石産精工（現新神戸電機、1451.5万円）。第六位は石原産業（1299.1万円）。第七位は林兼商店（953.3万円）。第八位が三井物産（891.8万円）。第九位が古河鉱業（850万円）。海軍関係での融資額では5000万円で日本製鐵がトップ。南洋興発が1399.6万円で二位となった。三位は東北振興水産（800万円）。五位に住友鉱業（771.4万円）。九位に麻生鉱業（531.8万円）。
南発は占領地の開発金融を担うはずであったが、1943年4月1日より政府の軍票発行債務を引き継いで、占領地発券金融機関に転換した。すぐに発行残高が膨張した。支金庫は負債の本支店勘定でそれを計上した。一方では現地通貨貸上金を資産で計上した。占領地のインフレに煽られて、これらの項目は金額を急増した。南発は横浜正金銀行と日系事業者間の取引へ資金を供給した。台湾銀行は南発借入金に依存した。南発は日系銀行以外の印僑系銀行と華僑系銀行にも資金枠を与えていた。占領地日系事業者へは直接にも資金を供給した（軍命のジャワ運航会社、神戸統制貨物運輸株式会社、敵産プランテーションを経営する栽培企業聨合会）。占領地行政主体等へも融資をした（1944年10月20日と1945年1月23日、ビルマ国立銀行貸付）。
1945年5月、ナチス・ドイツが降伏すると、南発はギルダー南発券の発行高を急激に増やした。

## 南発の戦後処理
1945年8月15日の日本敗戦で、南方占領は終了した。軍政下におかれていた南方甲地域のうち、平和裏に降伏したジャワとマラヤにおいては、極力南発券を回収しようと、現地軍が軍と日本事業者に手持ち物資を高値で売却するよう命じた。南発から借りている事業者と現地軍は、南発からの借入金を回収した南発券で返済した。ジャワでは同年8月17日インドネシア共和国が独立を宣言した。連合国の主力部隊が同月下旬に到着した。28日に第16軍は連合軍降伏文書と受領した。
日本本土では同年9月30日、GHQが日本政府に対し「植民地銀行、外国銀行及び特別戦時機関の閉鎖」に関する覚書を交付。この覚書に基づき、南方開発金庫の即時閉鎖（閉鎖機関）が決定されたが、現地では後述する混乱の中で徹底されることは困難な状況となった。
連合国は当初インドネシアの独立を承認する意向を示していたが、しかしオランダが植民地支配を継続しようとしてインドネシア独立戦争が起きてしまった。ジャワに上陸した連合軍は英軍が中心であったが、英軍はジャワにおける当座の市中用現金を持ち込まなかったので、南発券の流通をそのまま認めた。英軍がジャワを占領すると、その必要とする現金を南発から調達した。その調達額は1945年12月14日現在でおよそ5億ギルダーに達した。この南発券は英軍・蘭軍のジャワにおける軍用もしくは統治用通貨として利用された。ジャワの日系銀行では横浜正金銀行ジャカルタ支店だけが営業していた。日系企業は銀行借入金の返済を急いだが、他方で南発は新規融資にも応じた（南発命令融資）。スマトラ島でも南発券の流通がそのまま認められた。そして連合軍に300万ギルダーを供給した。さらに南発スマトラ支金庫は手持ち未発行券まで連合国側に引き渡した。ジャワの南発スラバヤ出張所は1945年10月インドネシア政府が強制清算させた。預金は大口だけでも台湾銀行スラバヤ支店の500万ギルダーと正金スラバヤ支店の300万ギルダーが払い戻された。これと別に4億ギルダーの支払をインドネシアへの財政貢献として命じられた。
マラヤはジャワ・スマトラと反対に、あっさりとした結末を迎えた。1945年9月5日に英軍が上陸し、即日モラトリアムを施行し、6日に南発券の無効を宣言し、マラヤにおける南発券は一挙に無価値となった。英領マラヤの横浜正金銀行支店は9月15日に閉店した。マラヤには9トンの海峡ドル紙幣がシンガポールに持ち込まれていた。ビルマでは地域と時期により南発券の扱いがまちまちであった。流通禁止から英軍法貨とルピー南発券の等価交換にわたる差異が生まれた。
フィリピンでは1945年1月6日に正金マニラ支店を閉鎖し、正金行員・南発行員は南方総軍に随伴してルソン島で事務所を開いていた。米軍がフィリピン全土を占領すると、南発券の無効を宣言した。日本では9月30日、GHQ覚書が同日付で南発の閉鎖を命じた。1946年3月8日、南発は閉鎖機関に指定された。

## 南方開発金庫法
朕帝国議会の協賛を経たる南方開発金庫法を裁可し茲に之を交付せしむ
昭和十七年二月十九日
法律第二十三号
南方開発金庫法
第一章　総則
第一條　当金庫は南方開発金庫法に依りて設立し南方開発金庫と称す
第二條　当金庫は南方地域に於ける資源の開発及び利用に必要なる資金を供給し併せて通貨及び金融の調整を図ることを目的とす
第三條　当金庫は主たる事務所を東京市に於き之を本金庫と称す
　　当金庫は大蔵大臣の認可を受け必要の地に従たる事務所を置き之を支金庫又は出張所と称す
第四條　当金庫は大蔵大臣の許可を受け銀行其の他大蔵大臣の定る法人をして業務の一部を取り扱わしむることを得
第五條　当金庫の広告は官報に掲載し且従たる事務所の掲示して之を為す
第二章　資本金
第六條　当金庫の資本金は一億圓とす
第七條　政府は一億圓を当金庫に出資するものとす
　　前項の出資は国債を以て之を為すことを得
第八條　政府出資の第一回の払込額は一千八十万円とし第二回目以後の出資の払い込みの時期及び金額は当金庫大蔵大臣の認可を受け之を定るものとす
第三章　職員
第九條　当金庫に役員として総裁副総裁各一人、理事三人以上及び監事二人以上を置く
第十條　総裁は当金庫を代表し其の業務を総理す
　　副総裁は総裁の定る所に依り当金庫を代表し総裁を補佐して当金庫の業務を掌理し総裁事故あるときは其の職務を代理し総裁欠員の時は其の業務を行う
　　理事は総裁の定る所に依り当金庫を代表し総裁及び副総裁を補佐して当金庫の業務を掌理し総裁予め定めたる順位に依り総裁及び副総裁共に事故あるときは其の職務を代理し総裁及び副総裁共に欠員の時は其の職
　　務を行う
　　総裁前二項により副総裁又は理事の代表権を加えたるときは之を布告す
　　監事は当金庫の業務を監査す
第十一條　総裁及び副総裁は勅令を経て政府之を命じ力及び監事は大蔵大臣之ヲ命ずるものとす
　　総裁、副総裁、理事及び幹事の任期は二年とす
第十二條　総裁、副総裁、理事及び監事の報酬及び手当の額は大蔵大臣の認可を受けて総裁之を完
第十三條　総裁、副総裁、及び理事は従たる事務所の業務に関し必要と認るときは其の権限の範囲内に於いて一切の裁判上又は裁判外の行為を為す権限を有する代理人（支配人）を選任することを得
第十四條　総裁、副総裁及び理事は他の職業に従事することを得ず但し大蔵大臣の許可を受けたるときは此の限りに非ず
第四章　業務及び其の執行
第十五條　当金庫は資源の開発及び利用の為必要なる融資又は投資を為すの外左の業務を行う
　　一．預かり金
　　二．地金銀の売買
　　三．通貨の交換
　　四．為替の売買
　　当金庫は前項の業務に付帯する業務を行うことを得
第十六條　当金庫は大蔵大臣の認可を受け前条の業務の外当金庫の目的達成上必要なる業務を行うことを得
第十七條　当金庫は業務開始の方法を定め大蔵大臣の認可を受くるものとす之に重大なる変更を加えんとするとき亦同じ
　　当金庫は毎事業年度の初めに於いて事業計画及び収支予想計画を定め大蔵大臣の認可を受くるものとす
第十八條　業務の執行に関する諸規定は総裁之を定
第五章　債権及び借入金
第十九條　当金庫は払込出資金の十倍を限り債券を発行することを得
第二十條　当金庫は債権借換の為一時前条の制限に依らず債券を発行することを得
　　前条の規定に依り債券を発行したる時は発行後一月以内に其の発行額面に相当する旧債券を償還するものとす
第二十一條　当金庫債券を発行銭とするときは大蔵大臣の認可を受くるものとす
第二十二条　債権は無記名利札付とす但し応募者又は所有者の請求に依り記名式と為すことを得
　　債権は割引の方法を以て発行することを得
第二十三条　債券を償還する場合に於いて欠缺せる利札あるときは之に相当する金額を償還額より控除す但し既に支払期の到来したる利札については此の限りに在らず
　　前項の利札の所持人の請求ありたるときは之と引換に控除金額の支払いを為すものとす
第二十四條　債権は売り出しの方法を以て之を発行することを得
第二十五条　売り出しの方法に依り債券を発行せんとするときは予め必要なる事項を公告す
第二十六条　無記名式債権を記名式と為し又は記名式債券を無記名式と為さんとするときは其の請求書に債権を添え当金庫に提出することを要す
第二十七条　記名式債権の名義書換を為さんとするときは譲渡人及び譲受人双方の署名又は記名捺印したる請求書に債権を添え当金庫に提出することを要す
　　相続、遺贈、競売等に因り記名式債権を取得したる場合に於いて前項の規定に依ること能わざるときは其の取得を証する書面を添え名義書換を当金庫に請求することを得
第二十八条　無記名式債権又は其の利札を滅失若しくは紛失したる場合又は盗取せられたる場合に於いては公示催告手続により除権判決を受けタル後に非れば其の代債権又は代利札を交付せず
第二十九條　記名式債権災害に因り滅失したるときは所有者は其の事由、券面金額及び番号を詳記し二人以上の保証人を立て当金庫に届出で代債権の交付を請求することを得
　　前項の請求ありたるときは当金庫は其の証跡明らかなる場合に限り代債権を交付す其の証跡明らかならざる場合については紛失の例に依る
第三十條　記名式債権を紛失したるとき又は之を盗取せられたる時は所有者は其の事由、券面金額及び番号を詳記し当金庫に届出で代債権の交付を請求することを得
　　前項の請求ありたるときは当金庫は請求者の費用を以て其の旨公告し一月以内に其の債権を発見したる旨の届出でなきときは二人以上の保証人を立てしめ代債権を交付す
第三十一條　記名式債権の滅失、紛失又は盗取の届出に関し異議の申し立てを為す者あるときは当金庫は管轄裁判所の判決確定後に非れば代債権を交付せず
第三十二條　債権を汚染又は毀損したるときは所有者は其の事由を詳記し其の債権を添え当金庫に提出し代債権の交付を請求することを得
　　前項の請求ありたるときは当金庫は其の債権を審査し真正なりと認るものに限り代債権を交付す
　　
　　其の真正なることを鑑別しがたき者に付いては紛失の例に依る
第三十三條　記名式債権を無記名式と為し若しくは無記名式債権を記名式と為す場合又は債権若しくは其の利札を滅失、紛失若しくは毀損したる等の為代債権若しくは利札を交付する場合に於いては請求者より一通に
　　付三十銭の手数料を徴収す
　　記名式債権の名義書換を為す場合に於いては請求者より債権一通に付十五銭の手数料を徴収す
第三十四條　前七條の規定に依り難き場合に於いては総裁は大蔵大臣の認可を受け特別の規定を設くることを得
　　前項の規定は之を公告す
第三十五條　当金庫借入金をなさんとするときは大蔵大臣の認可を受くるものとす
第六章　会計
第三十六條　当金庫の事業年度は四月一日より翌年三月三十一日迄とす
第三十七條　当金庫は設立の時及び毎事業年度の初めに於いて財産目録、貸借対照表及び損益計算書を作成し大蔵大臣の承認を受くるものとす
第三十八條　当金庫余剰金の処分を為さんとすることきは大蔵大臣の認可を受くるものとす
第七章　定款の変更
第三十九條　本定款を変更せんとするときは総裁より大蔵大臣に認可を申請し其の認可を受けるものとす
附則
第四十條　当金庫の初年度は第三十六條の規程に拘わらず成立の日より昭和十八年三月三十一日迄とす

## 南方開発金庫法施行令
朕南方開発金庫法施行令を裁可し茲に之を交付せしむ
昭和十七年三月六日
勅令第百四十八号
南方開発金庫法施行令
第一章　登記
第一條　南方開発金庫の設立の登記は総裁が設立委員より設立に関する事務の引渡を受けたるにより二週間以内に主たる事務所の所在地に於いて之を為すことを要す

　　設立の登記には左記の事項を掲ぐることを要す

　　
　　一　　目的

　　
　　二　　名称

　　
　　三　　事務所

　　
　　四　　資本金額及び振込出資金額

　　
　　五　　総裁、副総裁、理事及び監事の氏名及び住所

　　
　　六　　副総裁又は代表権に制限を加えたるときは其の制限

　　
　　七　　公告の方法

　　
第二條　南方開発金庫の成立後従たる事務所を設けたるときは主たる事務所の所在地に於いては二週間内に従たる事務所を設けたることを登記し其の従たる事務所の所在地に於いては三週間内に前条第二に掲ぐる事項を登記し他の従たる事務所の所在地に於いては同期間内に其の従たる事務所を設けたることを登記することを要す

　　主たる事務所又は従たる事務所の所在地を管轄する登記所の管轄区域内に於いて新たに従たる事務所を設けたるときは其の従たる事務所を設けたることを登記するを以て足る
　　
第三條　南方開発金庫が主たる事務所を移転したるときは二週間内に移転の登記をなすことを要す

　　南方開発金庫が従たる事務所を移転してるときは旧所在地に於いては三週間内に移転登記を為し新所在地に於いては四週間内に第一条第二項に掲ぐる事項を登記することを要す但し同一登記所の管轄区域内に於いて従たる事務所を移転したるときは其の移転の登記を為すを以て足る
第四條　第一条第二項に掲ぐる事項中に変更を生じたるときは主たる事務所の所在地に於いては二週間、従たる事務所の所在地に於いては三週間内に変更の登記を為すことを要す
第五條　南方開発金庫法第十六條の代理人を選任したるときは二週間以内に之を置きたる事務所の所在地に於いて代理人の氏名及び住所、代理人を置きたる事務所竝に代理人に制限を加えたるときは其の制限を登記することを要す登記したる事項の変更及び代理人の代理権の消滅に付亦同じ
第六條　南方開発金庫が債券を発行したる場合に於いて第二十一條第一項の佛込ありたるとき又第二十四條の売出期間満了したるときは一月内に各事務所の所在地に於いて債券の登記を為すことを要す

　　前項の登記には第十八條第二号乃至第七号二掲ぐる事項を掲ぐることを要す

　　第四條の規定は第一項の登記に之を準用す但し同條中二週間又は三週間とあるは一月とす

第七條　登記すべき事項にして大蔵大臣の認可を要するものは其の認可書の調達したるときより登記の期間を起算す
第八條　登記したる事項は裁判所に於いて遅滞なく之を公告することを要す
第九條　南方開発金庫の登記に付いては其の事務所所在地の区裁判所を以て管轄登記所とす

　　各登記所に南方開発金庫登記簿を備う
第十條　設立の登記を除くの外本令による登記は総裁の申請に因りて之を為す
第十一條　設立の登記の申請書には定款、出資の第一回の佛込みありたることを証する書面竝に総裁、副総裁、理事及び監事の資格を証する書面を添付することを要す
第十二條　南方開発金庫法第十六條の代理人の選任の登記の申請書には代理人の選任を証する書面及び代理人の代理権に制限を加えたるときは其の制限を証する書面を添付することを要す
第十三條　債権の登記の申請書には債権申込書其の他債権を引き受けを証する書面及び債権に付第二十一條第一項の佛込みありたることを証する書面又は第二十四條の売出期間内に於て売り上げたる債権の総額を証する書面を添付することを要す
第十四條　事務所の新設又は事務所の移転其の他第一条第二項に掲ぐる事項の変更登記の申請書には事務所の新設又は登記事項の変更を証する書面を添付することを要す
第十五條　前条に規定は第五條の規定に依り登記したる事項の変更及び南方開発金庫法第十六條の代理人の代理権の消滅竝に債権に関する登記事項の変更の登記に之を準用す
第十六條　非訴事件手続法第百四十二条乃至第百五十一条の六及び第百五十四条乃至第百五十七条の規定は本条による登記に之を準用す
第二章　債権
第十七條　南方開発金庫の発行する債券は無記名利札付とす但し応募者又は所有者の請求に依り記名式と為すことを得

　　　　債権は割引の方法を以て之を発行することを得
第十八條　債権の募集に應ぜんとする者は債権申込証二通に其の引き受くべき債権の数及び住所を記載し之に署名又は記名捺印することを要す

　　　　債権申込書は総裁之を作成し之に右の事項を記載することを要す

　　　　一　南方開発金庫の名称

　　　　二　債権の名称

　　　　三　債権の総額

　　　　四　各債権の金額

　　　　五　債権の利率

　　　　六　債券償還の方法及び期限

　　　　七　利息支佛の方法及び期限

　　　　八　債券発行の価格又は其の最低価格

　　　　九　南方開発金庫の資本金額及ぶ佛込み資本金額

　　　　十　旧債権借換の為開発金庫法第二十一條の権限に依らず債券を発行するときは其の旨

　　　　十一　前に債券を発行したるときは其の償還を了えざる総額

　　　　債券発行の最低価格を定めたる場合に於いては応募者は債権申込証に応募金額を記載することを要す

　　　　
第十九條　前条の規定は契約により債権の総額を引き受くる場合には之を適用せず債権募集の委託を受けたる会社が自ら債権の一部を引き受くる場合に於いて其の一部に付亦同じ
第二十條　債権の応募総額が債権申込証に記載したる債券の総額に達せざるときと雖も債権を成立せしむる旨を債権申込証に記載いしたるときは其の応募総数を以て債権の総額とす
第二十一條　債権の募集が完了したるときは総裁は遅滞なく各債権に付其の金額の佛込みを為さしむることを要す

　　　　債権は全額の佛込みありたる後に非れば之が証券の発行を為すこと得ず
第二十二条　債権募集の委任を受けたる会社は自己の名を以て南方開発金庫の為に第十八條の第二項及び前条第一項に定る行為を為すことを得

　　　　債権募集の委任を受けたる会社二以上あるときは前項の行為は共同して之を為す事を要す
第二十三条　債権は売出の方法を以て之を発行することを得
第二十四條　売出の方法を以て債券を発行せんとするときは総裁は左の事項を公告することを要す

　　　　一．売出期間

　　　　二．債権売出の価格

　　　　三．第十八條第二号乃至第七号及び第九号乃至十一号に掲ぐる事項

　　　　四．第二十五条に規定する事項

　　　　
第二十五条　売出期間内に売り上げたる債権が前条の規定に依り公告したる債権の総額に達せざるときは其の売り上げ総額を以て債権の総額とす
第二十六条　債権には第十八條第二項第一号乃至第七號に掲ぐる事項及び証券番号を記載し総裁之に記名捺印することを要す

　　　　売出の方法を以て発行する債券には第十八條第二項第三号に掲ぐる事項を記載することを要せず

　　　　
第二十七条　記名式債権の移転は所得者の氏名及び住所を債権原簿に記載し且其の氏名を証券に記載するに非れば之を以て南方開発金庫其の他の第三者に対抗することを得ず

　　　　記名式債権を以て質権の目的と為したるときは質権者の氏名及び住所を債権原簿に記載するに非れば之を以て南方開発金庫其の他の第三者に対抗することを得ず
　　　　
第二十八条　無記名式債権を償還する場合に於いて欠缺せる利札あるときは之に相当する金額を償還額より控除す但し既に支払期の到来したる利札については此の限りに在らず

　　　　前項の利札の所持人は何時にても之と引換に控除金額に支払を要求することを得

　　　　前項の請求権は五年を経過したるときは時効に因りて消滅す

　　　　
第二十九條　南方開発金庫は主たる事務所に債権原簿を備置くことを要す

　　　　債権原簿には左の事項を記載することを要す

　　　　一．証券の数及び金額

　　　　二．証券発行の年月日

　　　　三．第十八條第二項第二号乃至第七号二掲ぐる事項

　　　　債権を記名式と為したるときは前項に掲ぐる事項の外其の債権の所有者の氏名及び住所竝に所得の年月日を債権原簿に記載することを要す

　　　　
第三十條　記名式債権の所有者に対する通知又は催告は債権原簿に記載したる其の者の住所に、其の者が別に住所を南方開発金庫に通知したるときは其の住所に宛つるを以て足る

　　　　前項の通知又は催告は通常其の到達すべかりし時に到達したるものと看做

　　　　前二項の規定は債権の応募者又は権利者に対する通知及び催告に之を準用す

　　　　無記名式債権の主勇者に対する通知又は催告は公告の方法に依ることを得

　　　　
　　　　　　　
　　　　　　　附則

本令は公布の日より之を施行す